# Doreen Reifegerste
Doreen Reifegerste (* 1979 in Gotha) ist eine deutsche Kommunikationswissenschaftlerin und Universitätsprofessorin für Gesundheitskommunikation an der Universität Bielefeld.

## Leben
Reifegerste studierte von 1998 bis 2003 Kommunikationswissenschaft mit den Nebenfächern Psychologie und Wirtschaftswissenschaft an der TU Dresden. 2012 promovierte sie an der Universität Erfurt mit einer Arbeit zum Thema Anwendung evolutionärer Motive zur Steigerung der zielgruppenspezifischen Wirksamkeit von Präventionsbotschaften.
Von 2005 bis 2013 war sie Marktforscherin bei der AOK Plus. Als wissenschaftliche Mitarbeiterin war sie ab 2013 am Institut für Kommunikationswissenschaft der TU Dresden, von 2014 bis 2015 am Institut für Kommunikationswissenschaft der Friedrich-Schiller-Universität Jena, von 2015 bis 2018 am Institut für Journalistik und Kommunikationsforschung der Hochschule für Musik, Theater und Medien Hannover und von 2018 bis 2020 an der Universität Erfurt tätig. Seit 2021 lehrt sie als Professorin für Gesundheitskommunikation an der Universität Bielefeld.
Reifegerste ist Mitherausgeberin der Zeitschrift European Journal of Health Communication. Sie ist zudem Mitglied der Kommission „Environmental Public Health“ am Robert Koch-Institut und seit 2023 der Redaktionsgruppe der Leitbegriffe der Gesundheitsförderung.

## Forschung
Ihre Forschungs- und Arbeitsgebiete umfassen die Gesundheitskommunikation, die Anwendung digitaler Medien zur Gesundheitsförderung, die Kommunikation von Gesundheitsinformationen sowie die Entwicklung von Interventionen zur Prävention und Behandlung von Krankheiten. Reifegerste ist an mehreren Projekten beteiligt. Dazu gehören das DISELMA-Projekt, das sich mit der Nutzung digitaler Medien im Selbstmanagement chronischer Krankheiten beschäftigt, sowie ein DFG-Projekt zur sozialen Unterstützungsleistung durch Informationssuche in informellen Beziehungen. Zusätzlich arbeitet sie im TRIACOM-Projekt zur Förderung von Kommunikationskompetenzen für die triadische Angehörigenkommunikation. Ein bereits abgeschlossenes Projekt ist das DFG-Projekt zur Darstellung und Wirkung von Responsibility Frames zu Gesundheitsthemen.

## Publikationen (Auswahl)
- Zielgruppenspezifische Präventionsbotschaften. Implikationen evolutionärer Motive jugendlichen Risikoverhaltens. Zugl. Dissertation. Nomos, Baden-Baden 2012, ISBN 978-3-8329-7745-0.
- mit Eva Baumann: Medien und Gesundheit. Springer VS, Wiesbaden 2018, ISBN 978-3-658-20012-1.
- Die Rollen der Angehörigen in der Gesundheitskommunikation. Modelle, Funktionen und Strategien. Springer, Wiesbaden 2019, ISBN 978-3-658-25031-7.
- mit Alexander Ort: Gesundheitskommunikation. Lehrbuch. Nomos, Baden-Baden 2018; 2. aktual. und erw. Aufl. 2021, ISBN 978-3-7560-0673-1.
- als Hrsg.: PR und Organisationskommunikation im Gesundheitswesen. Springer VS, Wiesbaden 2021, ISBN 978-3-658-32883-2.